# Бауманское (Северо-Казахстанская область)
Бауманское (каз. Бауман) — село в Жамбылском районе Северо-Казахстанской области Казахстана. Входит в состав Озерного сельского округа. Код КАТО — 594655300.

## География
Расположено около озера Шанабай. В 4 км к югу от села находится озеро Аралколь, в 2 км к юго-востоку — Жарколь.

## Население
В 1999 году население села составляло 319 человек (167 мужчин и 152 женщины). По данным переписи 2009 года, в селе проживало 291 человек (149 мужчин и 142 женщины).